# Верхняківська сільська рада
Верхня́ківська сільська́ ра́да — колишня адміністративно-територіальна одиниця та орган місцевого самоврядування в Борщівському районі Тернопільської області. Адміністративний центр — с. Верхняківці.

## Загальні відомості
- Територія ради: 2,297 км²
- Населення ради: 688 осіб (станом на 2001 рік)
- Територією ради протікає річка Нічлава

30 червня 2016 р. увійшла до складу Борщівської міської ради.

## Населені пункти
Сільській раді були підпорядковані населені пункти:
- с. Верхняківці

## Населення
За переписом населення України 2001 року в сільській раді мешкало 688 осіб. 100 % населення вказало своєю рідною мовою українську мову.

## Склад ради

### Керівний склад попередніх скликань
| Прізвище, ім'я, по батькові | Основні відомості                                                 | Дата обрання | Дата звільнення |
| --------------------------- | ----------------------------------------------------------------- | ------------ | --------------- |
| Дуда Михайло Володимирович  | Сільський голова, 1951 року народження, безпартійний              | 26.03.2006   | 31.10.2010      |
| Мицик Любов Василівна       | Сільський голова, 1983 року народження, освіта вища, позапартійна | 25.05.2014   |                 |

Примітка: таблиця складена за даними сайту Верховної Ради України

### Депутати
За результатами місцевих виборів 2010 року депутатами ради стали:

#### За суб'єктами висування
| Суб'єкт висування | Кількість обраних депутатів | %   |
| ----------------- | --------------------------- | --- |
| Самовисування     | 15                          | 100 |

#### За округами
| № округу | Прізвище, ім'я, по батькові      | Дата визнання обраним | Освіта             | Партійна приналежність                        | Відомості про обраного депутата                      |
| -------- | -------------------------------- | --------------------- | ------------------ | --------------------------------------------- | ---------------------------------------------------- |
| 1        | Мулик Володимир Миколайович      | 02.11.2010            | середня спеціальна | позапартійний                                 | тимчасово не працює                                  |
| 2        | Микитюк Наталія Федорівна        | 16.03.2014            | середня спеціальна | позапартійна                                  | , тимчасово не працює                                |
| 3        | Сельська Ірина Михайлівна        | 02.11.2010            | середня            | член Всеукраїнського об'єднання «Батьківщина» | ПАП"Ірина", заступник директора                      |
| 4        | Комарова Ольга Ярославівна       | 02.11.2010            | середня спеціальна | позапартійна                                  | Верхняківська сільська рада, секретар сільської ради |
| 5        | Верещук Віктор Ярославович       | 02.11.2010            | середня спеціальна | позапартійний                                 | тимчасово не працює                                  |
| 6        | Сливка Олег Володимирович        | 02.11.2010            | середня спеціальна | позапартійний                                 | АРС"Кера-міка"Борщів, охоронець                      |
| 7        | Наконечний Володимир Юрійович    | 02.11.2010            | вища               | позапартійний                                 | Борщів райавтодор, тракторист                        |
| 8        | Боднар Микола Петрович           | 02.11.2010            | середня            | позапартійний                                 | тимчасово не працює                                  |
| 9        | Семків Андрій Васильович         | 02.11.2010            | середня            | позапартійний                                 | студент                                              |
| 10       | Джус Марія Адамівна              | 02.11.2010            | середня спеціальна | позапартійна                                  | тимчасово не працює                                  |
| 11       | Бурлак Володимир Васильович      | 02.11.2010            | вища               | позапартійний                                 | Борщів агротехнічнийколедж, викладач                 |
| 12       | Семків Микола Ігорович           | 02.11.2010            | середня            | позапартійний                                 | студент                                              |
| 13       | Бобик Олександр Іванович         | 02.11.2010            | вища               | позапартійний                                 | тимчасово не працює                                  |
| 14       | Ременда Петро Васильович         | 02.11.2010            | вища               | позапартійний                                 | тимчасово не працює                                  |
| 15       | Валігродський Ярослав Васильович | 03.06.2012            | середня спеціальна | позапартійний                                 | вагонне депо м. Тернопіль, оглядач ремонтних вагонів |